# Euxoa quinta
Euxoa quinta là một loài bướm đêm trong họ Noctuidae.